# Music for the Jilted Generation
Music for the Jilted Generation je druhé studiové album elektronické skupiny Prodigy, které vyšlo 4. července 1994 na XL Recordings. V roce 2008 vyšla re-edice této desky s názvem More Music for the Jilted Generation, jejíž součástí jsou remixy a bonusové tracky.
Album bylo odpovědí na nový zákon Criminal Justice and Public Order Act 1994, který zakazoval volně organizované parties typické pro subkulturu zvanou rave. V písni „Their Law“ se objevuje všeříkající text: „Fuck 'em and their law“. Původní stopáž byla tak dlouhá, že by se všechny skladby nevešly na CD, a proto se musely editovat písně „One Love“ a „The Heat (The Energy)“. Skladba „We Eat Rhythm“ byla dokonce úplně vypuštěna, objevila se však na kompilaci Select Future Tracks magazínu Select v říjnu 1994.

## Seznam skladeb
Vše napsal Liam Howlett, krom uvedených výjimek.
1. "Intro" – 0:45
2. "Break & Enter" – 8:24
3. "Their Law" (Howlett, Pop Will Eat Itself) – 6:40
4. "Full Throttle" – 5:02
5. "Voodoo People" – 6:27
6. "Speedway (Theme from Fastlane)" – 8:56
7. "The Heat (The Energy)" – 4:27
8. "Poison" (Howlett, Maxim Reality) – 6:42
9. "No Good (Start the Dance)" – 6:17
10. "One Love (Edit)" – 3:53 
The Narcotic Suite
11. "3 Kilos" – 7:25
12. "Skylined" – 5:56
13. "Claustrophobic Sting" – 7:13

### More Music for the Jilted Generationdisc 2
1. "Voodoo People (Radio 1 Maida Vale Session)"
2. "Poison (Radio 1 Maida Vale Session)"
3. "Break & Enter (2005 Live Edit)"
4. "Their Law (Live at Pukkelpop)"
5. "No Good (Start the Dance) (Bad for You Mix)"
6. "Scienide"
7. "Goa (The Heat the Energy Part 2)"
8. "Rat Poison"
9. "Voodoo People (Dust Brothers Remix)"

## Sestava
- Liam Howlett - Performer, produkce (skladby 1, 2, 3, 6, 8, 11, 12 a 13) v Earthbound studios, Co-producent (další skladby) ve The Strongroom
- Neil McLellan - Co-producent (skladby 4, 5, 7, 9 a 10) ve The Strongroom
- Maxim Reality - zpěv ve skladbě "Poison"
- Pop Will Eat Itself - Performer ve skladbě "Their Law"
- Phil Bent - flétna
- Lance Riddler - kytara ve "Voodoo People"
- sample: Baby D "Casanova" ve skladbě "Break & Enter"
- sample: Kelly Charles "No Good For Me" ve skladbě "No Good (Start the Dance)"
- sample: Star Wars Episode IV: A New Hope "We're going in full throttle" ve sklabě "Full Throttle"
- sample: Nirvana - skladba "Very Ape" ve skladbě "Voodoo People"